# 情书 (1995年电影)
《情書》（英語：Love Letter）是一部1995年上映的日本青春愛情電影，由岩井俊二執導，中山美穗等人主演。

## 劇情大綱
從情書開始、以下雪的小樽以及神戶為舞台的愛情故事。
住在神戶的渡邊博子（中山美穗飾演）參加完因為山難而死的未婚夫藤井樹的三回忌後，在未婚夫母親安代的邀請下，來到她的家中作客，並在藤井樹的遺物中看到他中學時的畢業紀念冊。出於對於未婚夫的思念，博子在紀念冊內畢業生通訊錄上，抄下未婚夫“藤井樹”中學時在小樽的住址，之後更向該地址寄信，信中她寫道：「你好嗎？我很好。（お元気ですか，私は 元気です）」。博子知道未婚夫中學時的住址已被改建為公路，寄往該地址的信件是不會被收到。但原來博子未婚夫藤井樹中學時，同班中有位同樣名叫藤井樹的女同學，博子誤將這位女藤井樹的住址當作未婚夫的舊住址，於是信件被這位在小樽任職圖書館管理員的女藤井樹收到。女藤井樹之後向博子回信，經多次書信往來後，博子終於知道寄出的信件被未婚夫一個同名同姓的女同學收到。出于好奇，博子向女藤井樹探究中學時男女藤井樹二人的關係，在女藤井樹多次透過書信向博子回憶她與男藤井樹中學的生活點滴，她們发现男藤井樹中學時是暗戀女藤井樹，只是最終沒有表白，而博子很可能是女藤井樹的替代，因为她與女藤井樹有著一模一樣的長相。
劇中男藤井樹掉下山谷后唱的歌是松田聖子的《藍色珊瑚礁》：（啊 我的愛已随那南風而去啊 我乘着那藍色的風奔向那珊瑚礁 每當和你 再次相見 就會忘記一切）。

## 人物角色
| 角色名稱      | 演員                   | 粵語配音 | 普通话配音 （1999上译） | 普通话配音 （2021中影） | 備註                                       |
| ------------- | ---------------------- | -------- | ----------------------- | ----------------------- | ------------------------------------------ |
| 渡邊博子      | 中山美穗               | 陸惠玲   | 丁建华                  | 张艾                    |                                            |
| 藤井樹（女）  | 中山美穗               | 陸惠玲   | 姜玉玲                  | 阎萌萌                  | 博子未婚夫同名同姓同學                     |
| 秋葉茂        | 豐川悅司               | 陳欣     | 海帆                    | 张原铭                  | 喜歡博子，藤井樹（男）友人                 |
| 藤井晶子      |                        | 沈小蘭   | 王建新                  | 伍凤春                  | 藤井樹（女）母親                           |
| 藤井剛吉      | 篠原勝之               | 陳曙光   | 乔榛                    | 高增志                  | 藤井樹（女）祖父                           |
| 少女藤井樹    | 酒井美紀               | 曾秀清   | 曾丹                    | 阎萌萌                  |                                            |
| 少年藤井樹    | 柏原崇                 | 梁偉德   |                         | 王晨光                  |                                            |
| 藤井安代      | 加賀麻理子（加賀雅子） | 雷碧娜   | 王建新                  | 马海燕                  | 藤井樹（男）母親                           |
| 藤井精一      | 鈴木慶一               | 源家祥   | 胡平智                  | 叶保华                  | 藤井樹（男）父親                           |
| 及川早苗      | 鈴木蘭蘭               | 黎桂芳   |                         | 张碧玉                  | 藤井樹（女）同學，曾向藤井樹（男）告白     |
| 濱口老師      | 中村久美               | 黃玉娟   |                         | 马海燕                  | 藤井樹（女）老師                           |
| 春美          | 長田江身子             | 周文瑛   | 曾丹                    |                         | 藤井樹（女）同事                           |
| 郵差          | 梅田凡乃               | 黎景全   | 王肖兵                  |                         |                                            |
| 梶親父        | 鹽見三省               | 蘇強文   | 程玉珠                  | 凌振赫                  | 秋葉朋友，曾協助搜救遭遇山難的藤井樹（男） |
| 阿部粕        | 光石研                 | 黃健強   |                         |                         | 藤井樹（女）姑丈                           |
| 阿部粕妻子    | 山口詩史               | 謝潔貞   |                         |                         | 藤井樹（女）姑姑                           |
| 藤井慎吉      | 田口智朗               |          |                         |                         | 藤井樹（女）父親，死於肺炎                 |
| 計程車司機    | 酒井敏也               | 馮錦堂   |                         |                         |                                            |
| 和尚          | 林勝信                 |          |                         |                         | 於藤井樹（男）逝世三周年儀式上誦經         |
| 鈴美          | 小栗香織               | 張頌欣   |                         |                         |                                            |
| 治夫          | 神戸浩                 | 林國雄   |                         |                         |                                            |
| 担任          | 山口晃史               | 潘文柏   |                         |                         |                                            |
| 学年主任      | 山崎一                 | 鄺樹培   |                         |                         |                                            |
| 男            | 德井優                 |          |                         |                         |                                            |
| 護士          | 武藤壽美               |          |                         |                         |                                            |
| 圖書委員 遥香 | 藤村ちか               |          |                         |                         |                                            |
| 圖書委員 恵子 | 市川さき               |          |                         |                         |                                            |
| 圖書委員 真理 | 林美恵                 |          |                         |                         |                                            |
| 圖書委員 優子 | 高原遊                 |          |                         |                         |                                            |
| 圖書委員 彩   | 園田亜季子             |          |                         |                         |                                            |
| 圖書委員 智加 | 木村絢                 |          |                         |                         |                                            |

中山美穗在劇中有三名替身演員：川村恭子（與秋葉走在出租車旁）、柳澤美紀（大街上騎自行車去寄信的藤井樹（女））、樺澤千鶴子（山上吶喊背影）

## 工作人員
- 導演、劇本：岩井俊二
- 製作人：村上光一、小牧次郎、長澤雅彥
- 音樂：Remedios
- 企劃：重村一、堀口壽一
- 攝影：篠田昇
- 美術：細石照美
- 副導演：行定勳、廣瀨達雄
- 照明：中村裕樹

## 製作

### 拍攝場景
- 日本北海道小樽市
- 日本北海道苫小牧市
- 日本長野縣南佐久郡南牧村大字海ノ口八ヶ岳牧場

影片開頭，博子在雪上奔跑的片段攝於小樽市最上2丁目的天狗山滑雪場。雖然片中女主角渡邊博子居住在兵庫縣神戶市，但是全片未在神戶取外景，實際的拍攝地點卻是在小樽。小樽站附近的船見坂，則是片中郵差騎著機車，發出逗趣聲響的爬坡之處。而位於小樽站東南方，船見坂以東的札幌地方法院小樽分院與小樽公園運動場，則是博子與秋葉茂從錢函的藤井樹住處，搭乘計程車返回市內時的途經之地。片中後車窗所映出的建築，即為札幌地方法院小樽分院，而之後路過的景點，則是小樽公園運動場。又於小樽站北側、運河與小樽港周圍，亦有多處重要的外景場地。片中藤井樹工作的私立圖書館，其實是舊日本郵船公司小樽分店大樓，其位於小樽運河附近。色內十字路口，位於小樽運河的東南方，在運河與小樽站之間。博子與藤井樹初次相逢的場景即拍攝於此。藤井樹住處內部（小樽市東雲町舊壽原宅第）、博子與秋葉茂尋訪小樽玻璃工房之處（小樽市色內二丁目運河廣場前散步道）、小樽玻璃工房（小樽市色內二丁目小樽運河工藝館）、博子曾造訪之「小樽厚生醫院」（小樽市花園二丁目小樽市廳舍本館）、小樽市市立色內中學運動場（小樽市新光三丁目小樽市市立朝里中學）、少年藤井樹騎車用紙袋罩住少女藤井樹之地（小樽市手宮二丁目手宮公園）、田徑大賽會場（手宮公園田徑場）、秋葉茂所遠眺之展望台（小樽市富岡二丁目旭展望台）等。
少女藤井樹等候少年藤井樹的自行車車棚是位于苫小牧市清水町2丁目的苫小牧東高等學校 （页面存档备份，存于）

## 迴響

### 榮譽
在第19屆日本電影學院獎中，本作獲得優秀作品獎，扮演秋葉茂的豐川悦司獲得最佳男配角獎以及話題獎（演員部門），扮演少年時代的藤井樹的柏原崇以及扮演少女時代的藤井樹的酒井美紀則雙雙獲得最佳新人演員獎，REMEDIOS則獲得最佳音樂獎。一人扮演兩個角色的中山美穗在藍絲帶獎、報知電影獎、橫濱電影節、高崎電影節等影展中獲得最佳女主角獎。本作還獲得1995年度『電影旬報』十大電影第3名，以及觀眾票選十大電影的第1名。

## 國際迴響
製作方為富士電視台。韓國在1999年上映本作，並且在韓國創下140萬名觀眾的票房紀錄 。
1999年，本電影在韓國和臺灣上映時博得極高的人氣，劇中的「你好嗎？」的台詞成為流行語，豐川悦司的「那裡就算是山田家啦、你的信也寄不到啦」的關西腔台詞也被搞笑節目拿來模仿而成為話題，並讓許多韓國觀光客因此到訪作為舞台的小樽（韓劇《甜蜜的人生》的開始，有一個主角受到本作影響而前去小樽的設定）。
設定為藤井樹（女性）自家的小樽市舊坂別宅邸在2007年5月26日因為火災而燒毀。設定為男藤井樹的房子则还在小樽市，作为历史建筑供人参观。
2025年5月20日，4K修复版的《情书》在中国大陆上映，以7535万元成为当日票房冠军。

## 获奖
- 蒙特利爾電影節　
  - 観客賞
- 第8回日刊體育電影大賞
  - 新人賞：岩井俊二
- 第19回日本電影金像獎
  - 優秀作品賞
  - 優秀助演男優賞：豐川悦司
  - 話題賞(俳優部門)：豐川悦司
  - 新人俳優賞：柏原崇，酒井美紀
  - 優秀音楽賞
- 第38回藍絲帶賞
  - 主演女優賞：中山美穂
- 第20回報知電影賞
  - 導演賞：岩井俊二
  - 最優秀助演男優賞：豐川悦司
  - 最優秀主演女優賞：中山美穂
- 第17回橫濱電影節
  - 作品賞
  - 監督賞：岩井俊二
  - 主演男優賞：豐川悦司
  - 主演女優賞：中山美穂
  - 最優秀新人賞：酒井美紀
- 第10回高崎電影節
  - 最優秀主演女優賞：中山美穂
  - 新人賞：柏原崇
  - 年輕導演最高獎
- 第21回大阪電影節
  - 作品賞
  - 導演賞：岩井俊二
  - 新人賞：酒井美紀
- 第50回每日電影獎
  - 日本優秀電影獎
- 第69回電影旬報
  - 十佳電影第3位・讀者選出十佳電影第1位
  - 讀者選出導演賞：岩井俊二
- 第6回文化庁優秀電影作品賞
- 第46回芸術選獎
  - 文部大臣新人賞：岩井俊二

## 外部連結
- 開眼電影網上《情書》的資料（繁體中文）
- 豆瓣电影上《情書》的資料 （简体中文）
- 时光网上《情書》的資料（简体中文）
- Box Office Mojo上《情书》的資料（英文）
- AllMovie上《情書》的资料（英文）
- 爛番茄上《情書》的資料（英文）
- 互联网电影数据库（IMDb）上《情書》的资料（英文）
- 日月堂 情書 (繁)
- 日本政府觀光局/聖地巡禮 （页面存档备份，存于）
- 岩井俊二《情書》同名原著小說繁體中文版，新經典文化出版 （页面存档备份，存于）
- 情書外景地 (日)